# Aeropuerto de Bahía Piña

Vista de Bahía Piña.

El Aeropuerto Bahía Piña (IATA: BFQ) es un aeropuerto que sirve a Puerto Piña, un pueblo costero del Pacífico en la provincia de Darién (Panamá).
La pista comienza en la orilla al lado del pueblo y corre hacia el interior del bosque. Hay un terreno montañoso hacia el norte, y un terreno ascendente tanto al este como al oeste. La aproximación sur y la salida son sobre el agua.

## Ubicación
Ubicado en la costa del Pacífico de la provincia del Darién, esta pequeña comunidad costera se encuentra a 50 kilómetros de la frontera con Colombia.

## Aerolínea y destino
| Aerolíneas | Destino          |
| ---------- | ---------------- |
| Air Panama | Ciudad de Panamá |